# PC Engine Duo
PC Engine Duo är en spelkonsol utvecklad av NEC Corporation och Hudson Soft. Konsolen släpptes i Japan den 21 september 1991 och i Nordamerika i oktober 1992 under namnet Turboduo.
För att marknadsföra konsolen skapade NEC karaktären Johnny Turbo.

### Fotnoter
1. ↑  Burtenshaw, Jonathon J. (26 februari 1998). ”NEC TurboGrafx-16 (TG16) - 1989-1993”. Gamespy. Arkiverad från originalet den 21 juli 2011. https://web.archive.org/web/20110721063421/http://classicgaming.gamespy.com/View.php?view=ConsoleMuseum.Detail&id=32&game=15. Läst 26 februari 2014.